# Jan Jílek (básník)
Jan Jílek (* 4. září 1982 Hradec Králové) je český básník a bohemista, dramaturg a představitel slam poetry. Od roku 2019 je také programovým ředitelem Letní filmové školy Uherské Hradiště.

## Život
Pochází z evangelického rodu z Českomoravské vrchoviny, v mládí ho ovlivnil evangelický sbor v Hradci Králové, kde byl konfirmován. Vystudoval bohemistiku a filmovou vědu na Filozofické fakultě Univerzity Palackého v Olomouci, studium dokončil v létě roku 2008. Vyučoval v jazykové škole němčinu a češtinu, vědecky pracuje na Katedře divadelních, filmových a mediálních studií FF UP v Olomouci. Žije v Praze.
Jeho profesní působení je spojené také s Asociací českých filmových klubů jakožto manažer akvizic a Letní filmovou školou Uherské Hradiště, kde působil jako hlavní dramaturg a od roku 2019 je programovým ředitelem (společně s Ivou Hejlíčkovou).
Patří mezi české průkopníky slam poetry, tedy soutěže na pomezí poezie a divadla, při níž autoři přednášejí v časovém limitu svůj vlastní básnický výtvor před diváky, s nimiž komunikují a nemají přitom k dispozici žádné rekvizity. Dvakrát se v této disciplíně stal mistrem republiky (2008 a 2011). Účinkoval na desítkách slamů v Česku, Německu, Rakousku, Polsku, Belgii, Itálii, Španělsku a na Slovensku. V roce 2010 vydal první slamovou sbírku české scény s názvem Jan jí lilek.